# Bennwil
Bennwil (toponimo tedesco) è un comune svizzero di 641 abitanti del Canton Basilea Campagna, nel distretto di Waldenburg.

## Monumenti e luoghi d'interesse

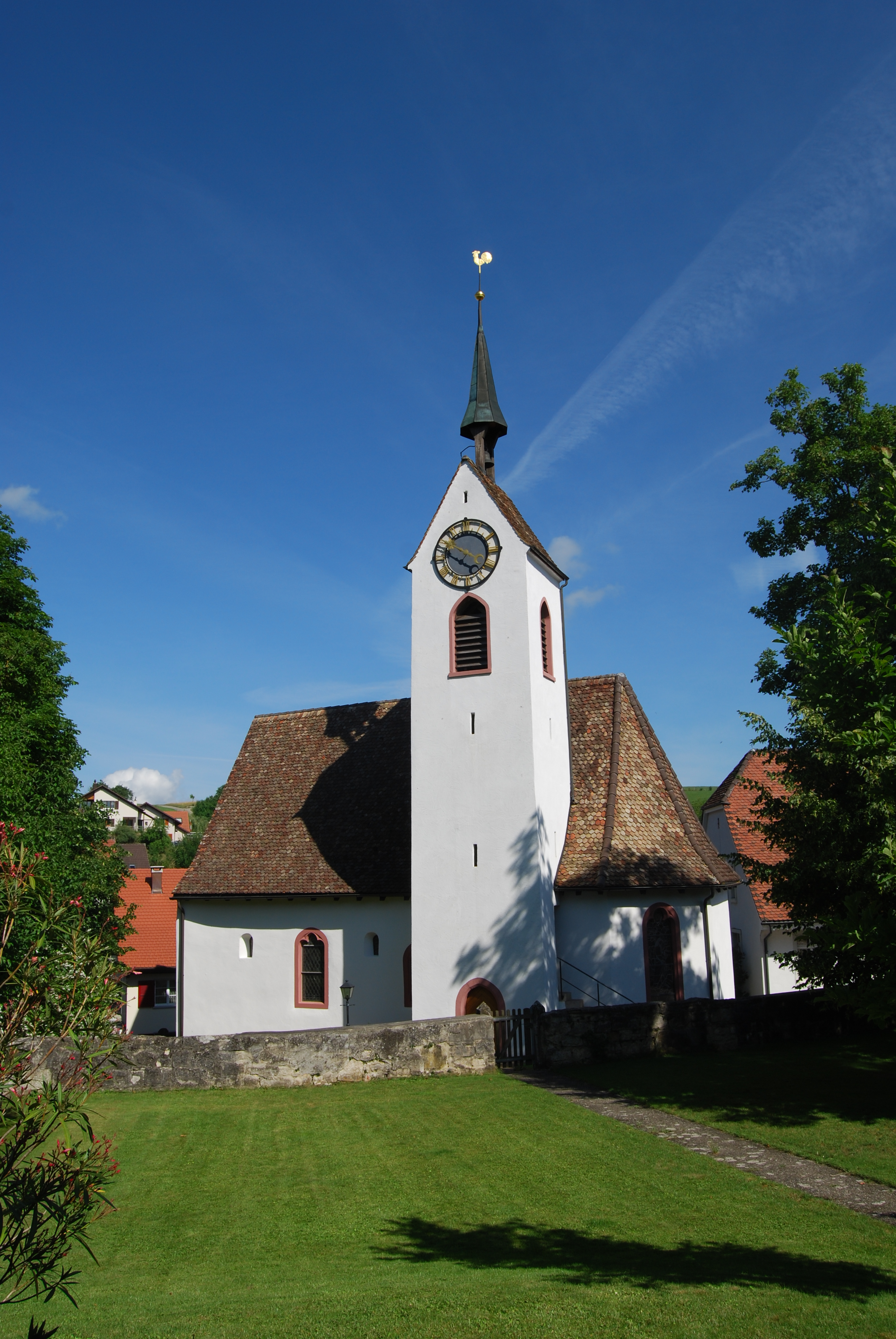
La chiesa riformata

- Chiesa riformata, eretta nell'VIII-X secolo e ricostruita nel 1649[1].

## Società

### Evoluzione demografica
L'evoluzione demografica è riportata nella seguente tabella:
Abitanti censiti

## Amministrazione
Ogni famiglia originaria del luogo fa parte del cosiddetto comune patriziale e ha la responsabilità della manutenzione di ogni bene ricadente all'interno dei confini del comune.